# Classifica isolati
La classifica isolati del Giro d'Italia è stata una classifica accessoria della corsa ciclistica a tappe italiana. Consisteva in una graduatoria a tempi riservata ai ciclisti della categoria "isolati", ossia iscritti alla corsa come non appartenenti a gruppi sportivi. Fu stilata tra il 1910 e il 1936.
Tra il 1933 e il 1936 il leader fu insignito di una maglia bianca identificativa. Dal 1937 al 1946, con l'abolizione della categoria "isolati", la stessa maglia bianca sarà simbolo della classifica "liberi" prima (indipendenti e aggruppati), e della classifica "aggruppati" poi.

## Albo d'oro
Fonti.
| Anno | Corridore           | Tempo      | Altre classifiche |
| ---- | ------------------- | ---------- | ----------------- |
| 1909 | Ernesto Azzini      |            | -                 |
| 1910 | Ezio Corlaita       |            | -                 |
| 1911 | Giovanni Gerbi      |            | -                 |
| 1913 | Michele Robotti     |            | -                 |
| 1914 | Enrico Sala         |            | -                 |
| 1919 | Giosuè Lombardi     |            | -                 |
| 1920 | Emilio Petiva       |            | -                 |
| 1921 | Giovanni Rossignoli |            | -                 |
| 1922 | Domenico Schierano  |            | -                 |
| 1923 | Ottavio Bottecchia  |            | -                 |
| 1925 | Riccardo Gagliardi  |            | -                 |
| 1926 | Giuseppe Enrici     |            | -                 |
| 1927 | Aristide Cavallini  |            | -                 |
| 1928 | Alessandro Catalani |            | -                 |
| 1929 | Pietro Mori         |            | -                 |
| 1930 | Aristide Cavallini  | 115h35'53" | -                 |
| 1931 | Aristide Cavallini  | 102h51'01" | -                 |
| 1932 | Aristide Cavallini  | 106h27'19" | -                 |
| 1933 | Camillo Erba        | 111h32'22" | -                 |
| 1934 | Giovanni Gotti      | 121h28'26" | -                 |
| 1935 | Ambrogio Morelli    | 113h40'09" | -                 |
| 1936 | Edoardo Molinar     | 120h33'18" | -                 |